# Ливия на летних Олимпийских играх 1988
Ливия принимала участие в Летних Олимпийских играх 1988 года в Сеуле (Республика Корея) в четвёртый раз за свою историю, пропустив Летние Олимпийские игры 1984 года, но не завоевала ни одной медали.